# Негруша (Мехединци)
Негруша (рум. Negrușa) насеље је у Румунији у округу Мехединци у општини Чирешу. Oпштина се налази на надморској висини од 459 m.

## Становништво
Према подацима из 2002. године у насељу је живело 216 становника, од којих су сви румунске националности.